# Rifnik
Rifnik – wieś w Słowenii, w gminie Šentjur. W 2018 roku liczyła 176 mieszkańców.